# Herdi Bukusu
Herdi Bernard Boloko Bukusu (Aachen, 3 april 2000) is een Duits voetballer met Angolese roots die doorgaans als aanvaller speelt. Hij is de broer van Kevin Bukusu.

## Clubcarrière
Bukusu genoot zijn jeugdopleiding bij Alemannia Aachen en Bayer Leverkusen. In 2019 maakte hij de overstap naar Hamburger SV, waar hij in de seizoenen 2019/20 en 2020/21 negen wedstrijden voor het B-elftal speelde in de Regionalliga Nord. In de zomer van 2020 werd hij genoemd bij NEC, de club waar zijn broer Kevin op dat moment speelde, maar die transfer ging uiteindelijk niet door.
In augustus 2021 ondertekende hij een contract voor één seizoen bij de Belgische tweedeklasser Excelsior Virton. In zijn debuutseizoen kwam hij er niet verder dan zeven competitiewedstrijden en een bekerwedstrijd tegen Londerzeel SK.
In oktober 2022 tekende de transfervrije Bukusu bij de Duitse vierdeklasser Bremer SV.